# 彎曲幹星珊瑚
彎曲幹星珊瑚（学名：Caulastrea curvata）为菊珊瑚科幹星珊瑚屬下的一个种。